# Notre-Dame-de-la-Paix de Yamoussoukro
Die Basilika Notre-Dame-de-la-Paix (deutsch Unserer Lieben Frau des Friedens) in Yamoussoukro in der Elfenbeinküste ist eine römisch-katholische Kirche im Bistum Yamoussoukro. Der Bau wurde von 1985 bis 1988 nach Plänen von Pierre Fakhoury errichtet und ist formal dem Petersdom in Rom nachempfunden. Mit etwa 8.000 m² Grundfläche und einer Kuppelhöhe von 158,1 m gehört sie zu den größten und höchsten Kirchengebäuden der Welt und fasst etwa 11.000 Menschen. Die Kirche wurde vom ersten Präsidenten der Elfenbeinküste, Félix Houphouët-Boigny, gestiftet. 1990 wurde sie von Papst Johannes Paul II. geweiht und trägt den Titel einer Basilica minor. Verantwortlich für Verwaltung und Seelsorge ist die Gemeinschaft der Pallottiner.
Kathedrale des Bistums ist die wesentlich kleinere Cathédrale Saint-Augustin.

## Geschichte
Der erste Präsident der Elfenbeinküste, Félix Houphouët-Boigny, ernannte im März 1983 seine Geburtsstadt Yamoussoukro zur neuen Hauptstadt des Landes. Unter seiner Federführung wurden dort in der Folgezeit mehrere große Bauvorhaben begonnen, unter anderem die Errichtung einer Basilika nach dem Vorbild des Petersdoms in Rom. Dabei spielte die Vorstellung eine Rolle, dass das Papsttum infolge der europäischen Säkularisierung nach Afrika und womöglich in seine Stadt übersiedeln werde. Die Grundsteinlegung erfolgte am 10. August 1985. Nach nur drei Jahren und drei Monaten Bauzeit wurde die Kirche fertiggestellt. Offiziell wurde das gesamte Bauvorhaben aus dem Privatvermögen von Houphouët-Boigny bezahlt und wird seither von den Zinsen eines Schweizer Sperrkontos unterhalten. Nach langem Warten wurde die Basilika am 10. September 1990 von Papst Johannes Paul II. im Rahmen einer Afrika-Reise zu Ehren der Heiligen Gottesmutter Maria geweiht und erhielt ihren Titel. Grund der Verzögerung war die Tatsache, dass der Papst seine Teilnahme an der Zeremonie von der Zusage abhängig machte, in der Nähe des Gotteshauses ein Krankenhaus zu bauen. Tatsächlich wurde aber mit der Umsetzung dieses Vorhabens erst zehn Jahre später begonnen, eine ebenfalls angekündigte Universität befand sich 2007 noch in der Planungsphase. In Betrieb ging das dem Papst versprochene Krankenhaus erst im Januar 2015. 1992 ließ sich Michael Jackson von Houphouët-Boigny durch die Kirche führen.

## Architektur
Architekt dieser Kirche ist der gebürtige Libanese Pierre Fakhoury (* 1943). Obwohl sich die sogenannte Basilika baulich am Petersdom von Rom orientiert, gibt es zum Original erhebliche Abweichungen, zumal Notre-Dame-de-la-Paix im Wesentlichen ein Zentralbau ist, während die Kirche in Rom eindeutig einem Longitudinalbau entspricht. Ferner ist die Kuppel etwas niedriger als beim Petersdom. Die Laterne und das auf dieser installierte Kreuz sind jedoch größer, womit die Basilika eine Höhe von 158 m hat (siehe Liste der höchsten Sakralgebäude).
Mit rund 30.000 m² Grundfläche ist die Basilika von Notre-Dame de la Paix (abgesehen von der Kuppelhöhe) höher, länger und breiter als das Vorbild in Rom, das eine überbaute Fläche von 15.000 m² hat. Das eigentliche Kirchengebäude ist jedoch kleiner als der Petersdom und bietet etwa 7000 Sitz- und 11.000 Stehplätze (im Vergleich Petersdom: bis zu 20.000 Menschen).
Die Basilika Notre-Dame de la Paix wurde aus italienischem Marmor erbaut. In Frankreich gefertigte Glasmosaikfenster zieren eine Fläche von 7.000 m².

## Kritik
Trotz ihres im Vergleich zu den Nachbarstaaten relativen Wohlstands ist die Elfenbeinküste ein Entwicklungsland mit großen sozialen Problemen, in dem der Katholizismus eine Minderheitsreligion ist. Daher kritisierten weltweit sowohl Menschenrechtsgruppen als auch viele Kirchenverbände die Zuwendungen für dieses Bauwerk, dessen Gesamtbaukosten sich angeblich auf umgerechnet über 200 Millionen Euro belaufen haben. Nicht wenige sprachen von einer Verschwendungssucht des Präsidenten Houphouët-Boigny, da das Geld im Sozialhaushalt des hoch verschuldeten Staates wesentlich besser angelegt gewesen wäre. Auch die Beteuerungen von Houphouët-Boigny, den gesamten Bau der Basilika mit seinem Privatvermögen bezahlt zu haben, änderten nichts an der Kontroverse über die Rechtfertigung eines solchen Projektes, sondern ließen im Gegenteil Fragen nach der Herkunft eines solch großen Vermögens aufkommen.